# Blyes
Blyes (prononcé /bli/) est une commune française, située dans le département de l'Ain en région Auvergne-Rhône-Alpes.
Ses habitants s'appellent les Blyards et les Blyardes.

## Géographie
Blyes est une commune française, située dans le département de l'Ain, et appartenant au canton de Lagnieu. La commune se situe à 8 km de son chef-lieu, 5 km de l'autoroute A42, 10 km de Meximieux, 4 km de Saint-Vulbas et 6 km de Chazey-sur-Ain. Le village est situé non loin de la rivière d'Ain, et proche du parc industriel de la Plaine de l'Ain mais protégé par les coupures vertes.

### Climat
Pour des articles plus généraux, voir Climat d'Auvergne-Rhône-Alpes et Climat de l'Ain.
En 2010, le climat de la commune est de type climat océanique altéré, selon une étude du CNRS s'appuyant sur une série de données couvrant la période 1971-2000. En 2020, Météo-France publie une typologie des climats de la France métropolitaine dans laquelle la commune est exposée à un climat de montagne ou de marges de montagne et est dans la région climatique Bourgogne, vallée de la Saône, caractérisée par un bon ensoleillement (1 900 h/an), un été chaud (18,5 °C), un air sec au printemps et en été et des vents faibles.
Pour la période 1971-2000, la température annuelle moyenne est de 11,9 °C, avec une amplitude thermique annuelle de 18,3 °C. Le cumul annuel moyen de précipitations est de 1 026 mm, avec 10,2 jours de précipitations en janvier et 7,2 jours en juillet. Pour la période 1991-2020, la température moyenne annuelle observée sur la station météorologique de Météo-France la plus proche, « Ambérieu », sur la commune de Château-Gaillard à 15 km à vol d'oiseau, est de 11,9 °C et le cumul annuel moyen de précipitations est de 1 117,5 mm,. Pour l'avenir, les paramètres climatiques de la commune estimés pour 2050 selon différents scénarios d'émission de gaz à effet de serre sont consultables sur un site dédié publié par Météo-France en novembre 2022.

## Urbanisme

### Typologie
Au 1er janvier 2024, Blyes est catégorisée commune rurale à habitat dispersé, selon la nouvelle grille communale de densité à 7 niveaux définie par l'Insee en 2022.
Elle est située hors unité urbaine. Par ailleurs la commune fait partie de l'aire d'attraction de Lyon, dont elle est une commune de la couronne,. Cette aire, qui regroupe 397 communes, est catégorisée dans les aires de 700 000 habitants ou plus (hors Paris),.

### Occupation des sols
L'occupation des sols de la commune, telle qu'elle ressort de la base de données européenne d’occupation biophysique des sols Corine Land Cover (CLC), est marquée par l'importance des territoires agricoles (57,6 % en 2018), néanmoins en diminution par rapport à 1990 (60,9 %). La répartition détaillée en 2018 est la suivante :
terres arables (57,6 %), forêts (18,8 %), zones industrielles ou commerciales et réseaux de communication (8,9 %), zones urbanisées (7,7 %), espaces verts artificialisés, non agricoles (2,7 %), eaux continentales (2,6 %), milieux à végétation arbustive et/ou herbacée (1,8 %).
L'évolution de l’occupation des sols de la commune et de ses infrastructures peut être observée sur les différentes représentations cartographiques du territoire : la carte de Cassini (XVIIIe siècle), la carte d'état-major (1820-1866) et les cartes ou photos aériennes de l'IGN pour la période actuelle (1950 à aujourd'hui).

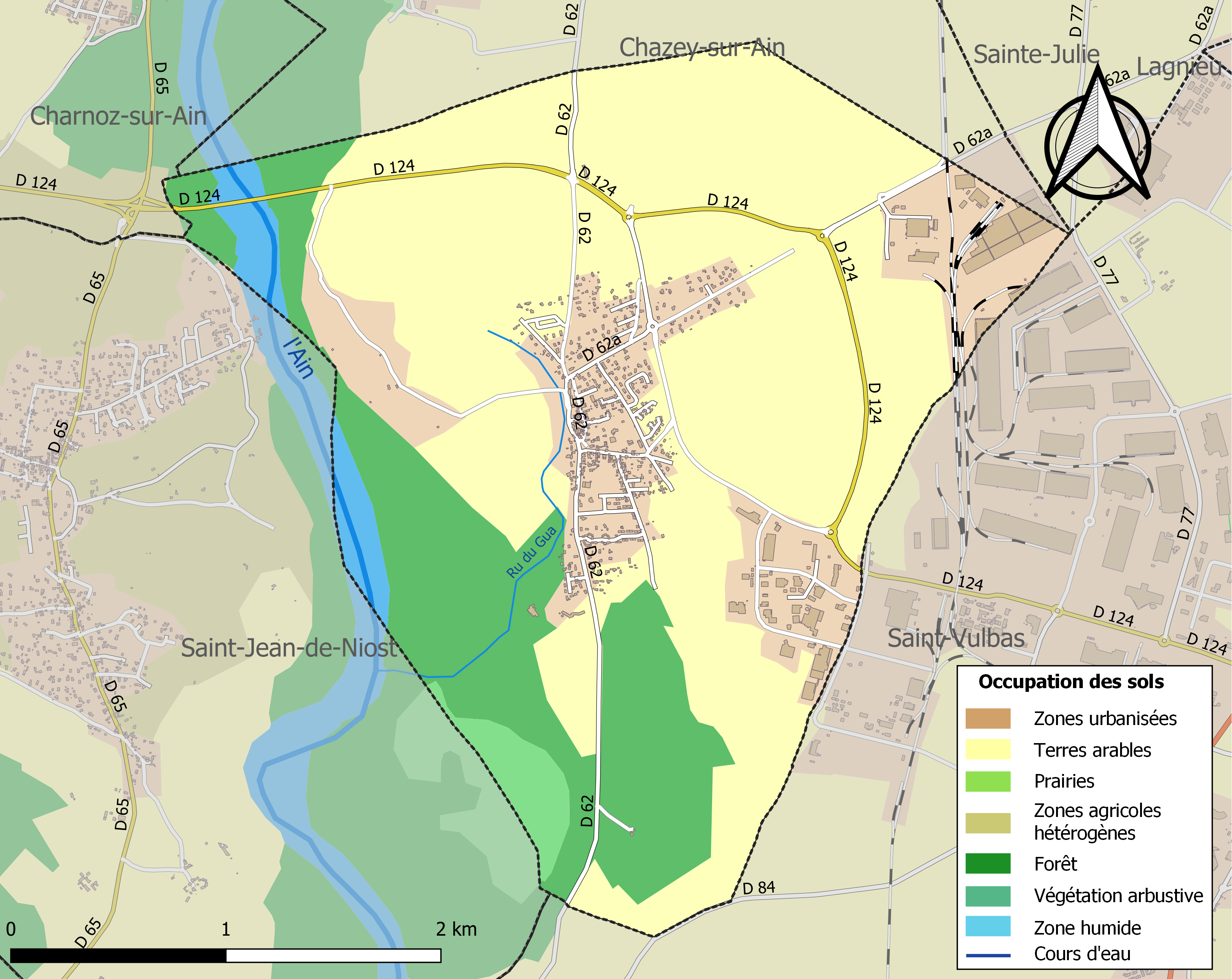
Carte des infrastructures et de l'occupation des sols de la commune en 2018 (CLC).

## Histoire
Au XIIIe siècle, les villageois de Blyes et ceux de Saint-Jean-de-Niost s'affrontèrent dans la bataille de Riccoty, pour quelques parcelles de terre. La bataille tourna vite en faveur de Saint-Jean-de-Niost. Les Blyards, selon la légende, allèrent chercher leurs femmes au village. Elles se mirent en rang et, se retournant, levèrent leurs jupes. Les Buyatins, cloués par une telle audace, repartirent, vaincus.
Paroisse (Bles, Bleiz, Blees, Blez, Blez-Monialium, domus de Bleys, Bleis, Blie, Blies, Blye) sous le vocable de saint Roch, qui n'était qu'une simple chapellenie rurale.
En 1666, les habitants réclamèrent un vicaire à résidence pour desservir leur « ancienne et grande chapelle en forme de clocher avec deux cloches. »
Suivant transaction datée de mai 1437, les dîmes du village se partageaient entre le curé de Chazey, le chapitre de Saint-Paul et le prieur de Saint-Vulbas et Marcillieux.
Ancienne section de Chazey-sur-Ain, Blyes en est détachée et érigée en commune par un décret du 26 mars 1863 signé par Napoléon III.

## Politique et administration

### Découpage territorial
La commune de Blyes est membre de la communauté de communes de la Plaine de l'Ain, un établissement public de coopération intercommunale (EPCI) à fiscalité propre créé le 15 décembre 2002 dont le siège est à Chazey-sur-Ain. Ce dernier est par ailleurs membre d'autres groupements intercommunaux.
Sur le plan administratif, elle est rattachée à l'arrondissement de Belley, au département de l'Ain et à la région Auvergne-Rhône-Alpes. Sur le plan électoral, elle dépend du  canton de Lagnieu pour l'élection des conseillers départementaux, depuis le redécoupage cantonal de 2014 entré en vigueur en 2015, et de la deuxième circonscription de l'Ain  pour les élections législatives, depuis le dernier découpage électoral de 2010.

### Administration municipale
| Période | Période  | Identité                   | Étiquette | Qualité                                     |
| ------- | -------- | -------------------------- | --------- | ------------------------------------------- |
| 1863    | 1867     | Jean-Louis Guillet         |           |                                             |
| 1867    | 1878     | Jean-Marie Bellantin       |           |                                             |
| 1878    | 1879     | Jean-Baptiste Serverin     |           |                                             |
| 1879    | 1888     | Jean-Baptiste Thollon      |           |                                             |
| 1888    | 1896     | Jean-Marie Guillet         |           |                                             |
| 1896    | 1908     | Jean-Baptiste Jullien      |           |                                             |
| 1908    | 1912     | Vincent Peyraud            |           |                                             |
| 1912    | 1919     | Jean-François Peyraud      |           |                                             |
| 1919    | 1927     | Claude Plantier            |           |                                             |
| 1927    | 1944     | Jean-Marie Vincent Peyraud |           |                                             |
| 1944    | 1945     | Gabriel Michon             |           |                                             |
| 1945    | 1953     | Jean-Marie Vicent Peyraud  |           |                                             |
| 1953    | 1966     | Louis Bellaton             |           |                                             |
| 1966    | 1986     | Jean-Émile Ravasseau       |           | Président du district de la Plaine de l'Ain |
| 1986    | 1995     | André Bailly               |           | Ingénieur                                   |
| 1995    | 2008     | Jean-Philippe Ravasseau    | DVD       | Chef d'entreprise                           |
| 2008    | 2014     | René Dussert               |           | Retraité France Télécom                     |
| 2014    | En cours | Daniel Martin              | SE        | Agriculteur                                 |

## Démographie
L'évolution du nombre d'habitants est connue à travers les recensements de la population effectués dans la commune depuis 1866. Pour les communes de moins de 10 000 habitants, une enquête de recensement portant sur toute la population est réalisée tous les cinq ans, les populations de référence des années intermédiaires étant quant à elles estimées par interpolation ou extrapolation. Pour la commune, le premier recensement exhaustif entrant dans le cadre du nouveau dispositif a été réalisé en 2005.
En 2022, la commune comptait 1 351 habitants, en évolution de +36,05 % par rapport à 2016 (Ain : +5,15 %, France hors Mayotte : +2,11 %).
| 1866 | 1872 | 1876 | 1881 | 1886 | 1891 | 1896 | 1901 | 1906 |
| ---- | ---- | ---- | ---- | ---- | ---- | ---- | ---- | ---- |
| 309  | 291  | 281  | 267  | 282  | 261  | 229  | 182  | 168  |

| 1911 | 1921 | 1926 | 1931 | 1936 | 1946 | 1954 | 1962 | 1968 |
| ---- | ---- | ---- | ---- | ---- | ---- | ---- | ---- | ---- |
| 178  | 163  | 136  | 137  | 134  | 112  | 115  | 108  | 147  |

| 1975 | 1982 | 1990 | 1999 | 2005 | 2006 | 2010 | 2015  | 2020  |
| ---- | ---- | ---- | ---- | ---- | ---- | ---- | ----- | ----- |
| 228  | 359  | 535  | 692  | 908  | 920  | 886  | 1 000 | 1 269 |

| 2022  | - | - | - | - | - | - | - | - |
| ----- | - | - | - | - | - | - | - | - |
| 1 351 | - | - | - | - | - | - | - | - |

## Économie
- Parc industriel de la Plaine de l'Ain

## Culture et patrimoine

### Lieux et monuments
- Pont de Blyes.
- Prieuré rénové à visiter et plan d'eau (ancienne carrière) aménagé pour la baignade en été.
- Église Saint-Roch de Blyes.

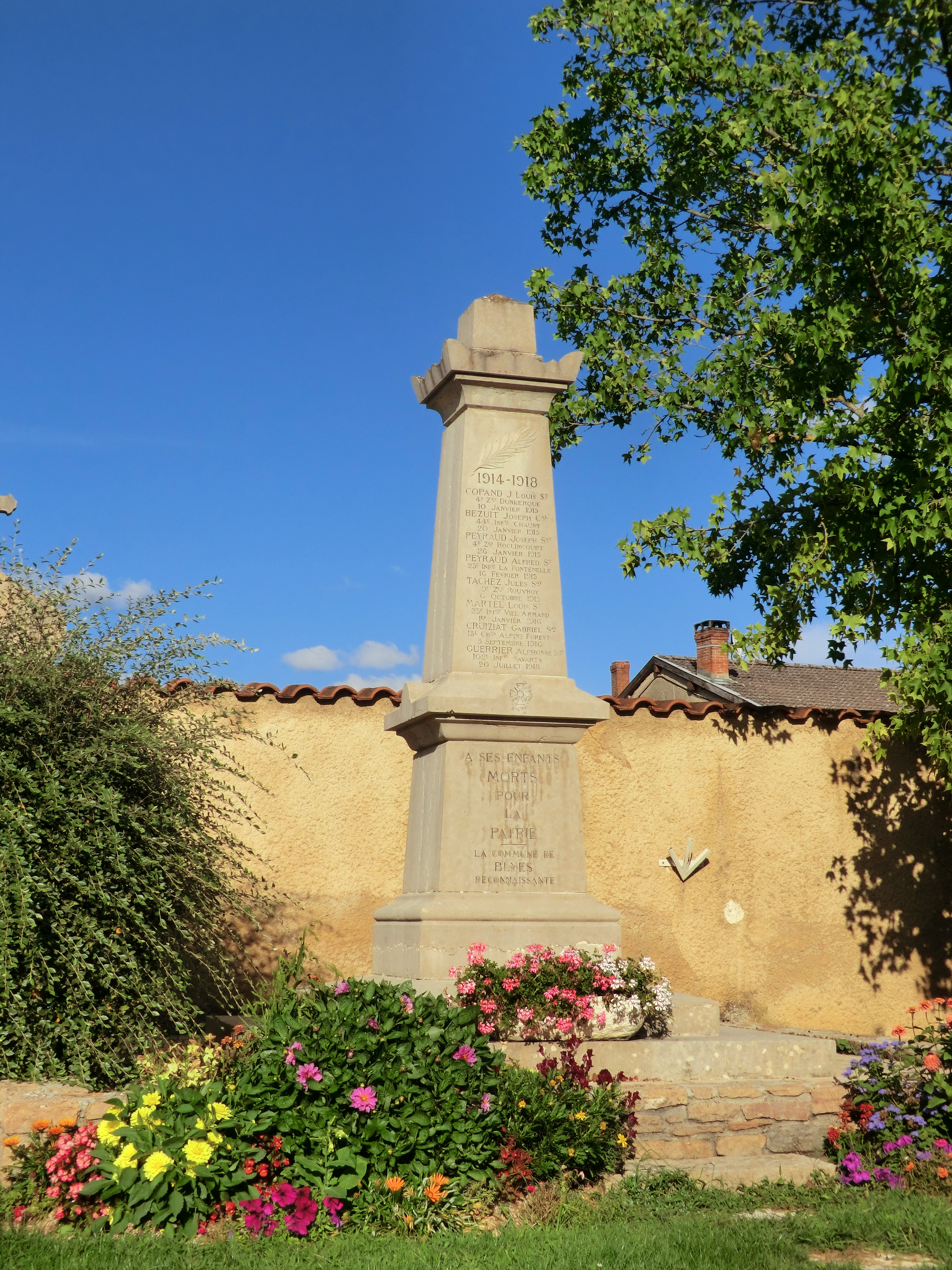
Monument aux morts de Blyes.
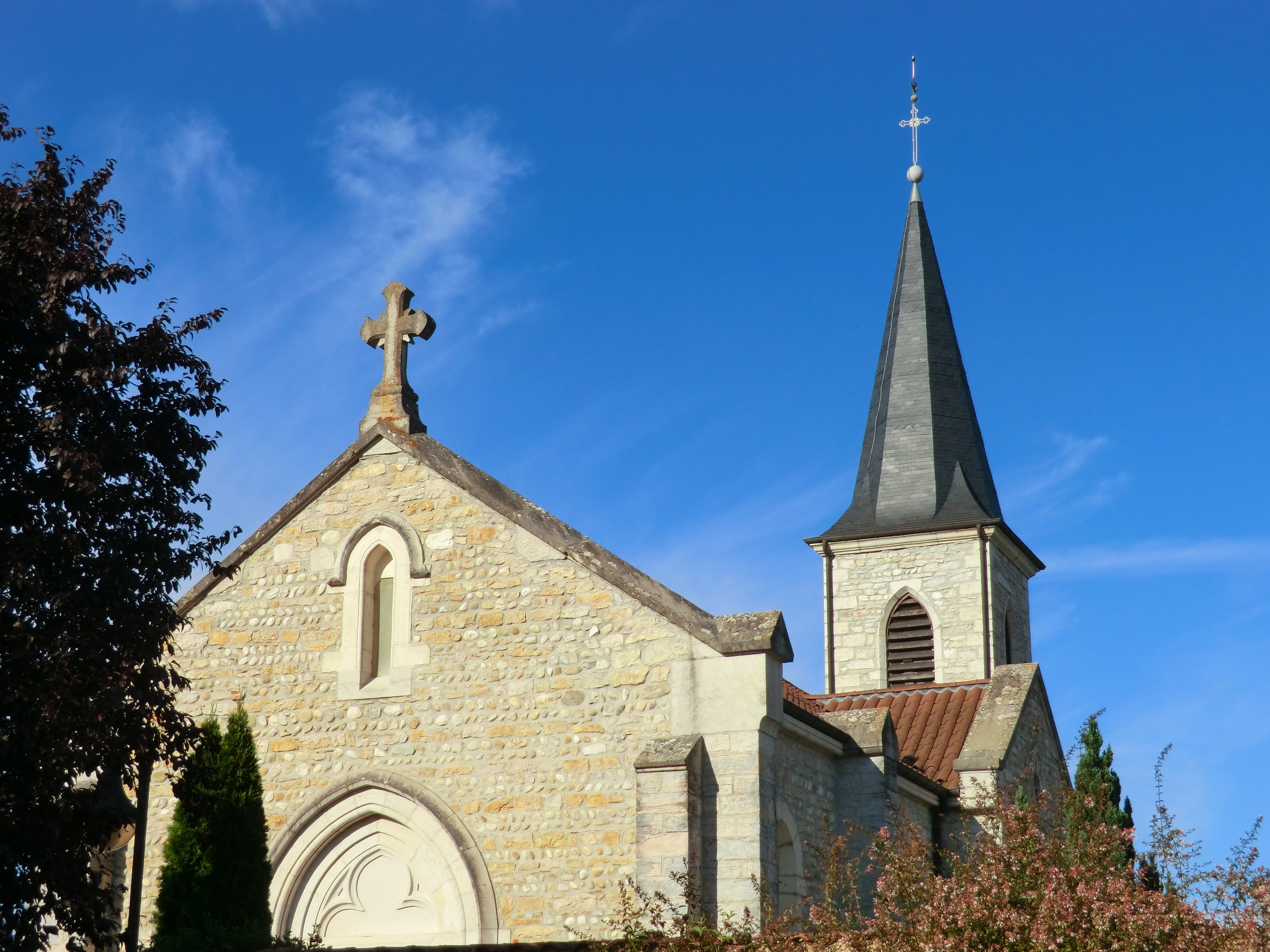
Église de Blyes.
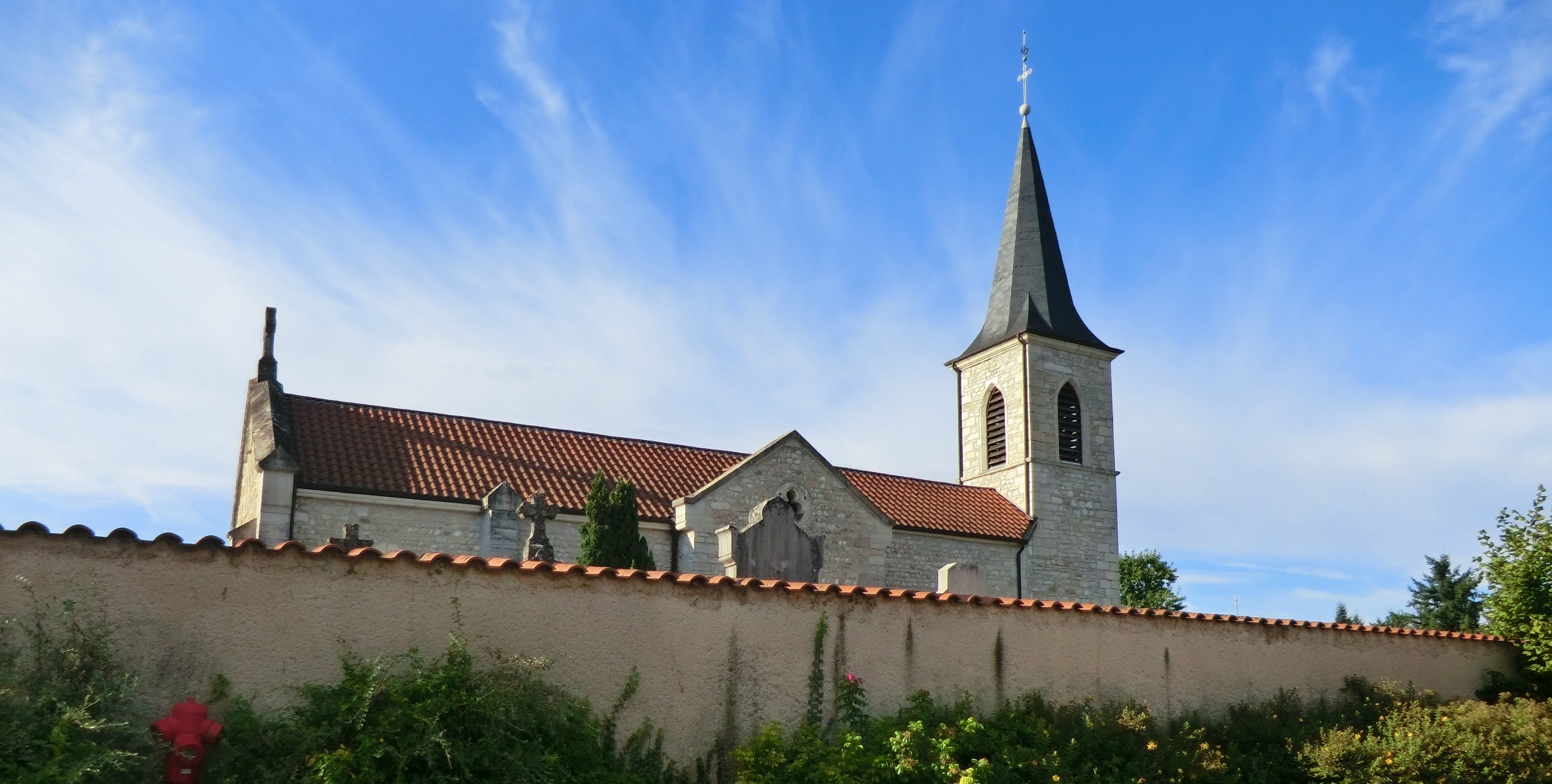
Église de Blyes et mur du cimetière.

### Patrimoine naturel
En 2014, la commune est « une fleur » au concours des villes et villages fleuris depuis 2012.